# Ісмаїл Абілов
Ісмаїл Абілов (болг. Исмаил Абилов; нар. 9 червня 1951, Лопушна, Варненська область) — болгарський борець вільного стилю, дворазовий срібний та бронзовий призер чемпіонатів світу, триразовий чемпіон та срібний призер чемпіонатів Європи, чемпіон Олімпійських ігор.

## Біографія
Виступав за борцівський клуб «Славія» із Софії. Віце-чемпіон світу 1971 року серед юніорів. Чемпіон Європи 1972 року серед молоді. Володар Золотого пояса «Дан Колов» за 1984 рік.
Першу нагороду змагань найвищого рівня здобув у Тегерані на чемпіонаті світу 1973 року, посівши третє місце на цьому турнірі.
Наступного року піднявся на сходинку вище, програвши у фіналі світової першості радянському борцеві Левану Тадіашвілі.
У 1975 році став чемпіоном Європи, вигравши у фінальній сутичці у румунського борця Васіле Йорги, а на чемпіонаті світу знову став другим, програвши у вирішальному поєдинку Адольфу Зегеру з ФРН.
На чемпіонаті Європи 1976 року здобув срібну нагороду, знову поступившись у фіналі Адольфу Зегеру. Того ж року на Олімпійських іграх в Монреалі посів лише п'яте місце.
У 1977 на чемпіонаті світу в Лозанні в першому ж поєдинку отримав важку травму біцепса, від якої поновлювався довгих два роки.
Мало хто вірив, що Ісмаїл Абілов встигне добре підготуватися до Олімпіади 1980 року в Москві, але він виступив там блискуче, вигравши у всіх своїх суперників, в тому числі і в радянського борця Магомедхана Арацилова, якому програв на чемпіонаті світу 1979 року, і став олімпійським чемпіоном. Ця нагорода стала останньою в кар'єрі Ісмаїла Абілова на змаганнях найвищого рівня.
Після завершення активних виступів на борцівському килимі перейшов на тренерську роботу. Протягом багатьох років він тренував національну збірну Туреччини з вільної боротьби. У 1989 році його сім'я переїхала до Туреччини, де він живе і досі.

## Спортивні результати

### Виступи на Олімпіадах
| Змагання                    | Збірна   | Вагова категорія | Місце  |
| --------------------------- | -------- | ---------------- | ------ |
| Літні Олімпійські ігри 1976 | Болгарія | 82 кг            | 5      |
| Літні Олімпійські ігри 1980 | Болгарія | 82 кг            | Золото |

### Виступи на Чемпіонатах світу
| Змагання                        | Збірна   | Вагова категорія | Місце  |
| ------------------------------- | -------- | ---------------- | ------ |
| Чемпіонат світу з боротьби 1973 | Болгарія | 82 кг            | Бронза |
| Чемпіонат світу з боротьби 1974 | Болгарія | 90 кг            | Срібло |
| Чемпіонат світу з боротьби 1975 | Болгарія | 82 кг            | Срібло |

### Виступи на Чемпіонатах Європи
| Змагання                         | Збірна   | Вагова категорія | Місце  |
| -------------------------------- | -------- | ---------------- | ------ |
| Чемпіонат Європи з боротьби 1975 | Болгарія | 82 кг            | Золото |
| Чемпіонат Європи з боротьби 1976 | Болгарія | 82 кг            | Срібло |
| Чемпіонат Європи з боротьби 1977 | Болгарія | 82 кг            | Золото |
| Чемпіонат Європи з боротьби 1980 | Болгарія | 82 кг            | Золото |

### Виступи на інших змаганнях
| Змагання                   | Збірна   | Вагова категорія | Місце  |
| -------------------------- | -------- | ---------------- | ------ |
| Супер-чемпіонат світу 1980 | Болгарія | 82 кг            | Бронза |